# Крымск (аэродром)
Крымск — военный аэродром в Краснодарском крае, расположенный на северной окраине города Крымска.
На аэродроме дислоцирована авиагруппа (бывшая 6972-я авиабаза), входящая в состав 7-й бригады ВКС. На вооружении авиабазы состоят истребители Су-27СМ3, Су-30М2, Су-27, вертолёты Ка-27, также имеются самолёты Ан-2.
В оперативном подчинении авиагруппы находится военный аэродром Морозовск в Ростовской области.

## История
В 2011 году аэродром был закрыт на реконструкцию.
По некоторым данным, авиабаза пострадала от наводнения в Крымске в июле 2012. По словам неназванного газетой «Известия» очевидца, поток воды смыл песок и щебень, предназначенный для взлётно-посадочной полосы, под водой оказались не только котлованы, но и подвалы и первые этажи жилых и административных зданий военного городка. «…Затопило около 15 боевых самолётов, которые не успели вывезти до реконструкции. При этом больше всего строители и военные опасались, что из-за стихии разольётся авиационный керосин и начнут рваться авиабомбы». При этом, по мнению неназванного представителя военного округа, приведённому в той же статье, на время реконструкции на аэродроме оставались только «самолеты, снятые с эксплуатации и находящиеся на хранении», и отсутствовало горючее и боеприпасы.
Министерство обороны РФ опровергло сведения о серьёзных повреждениях аэродрома. Официальный представитель Южного военного округа заявил: «Сообщение о том, что аэродром в Крымске сильно пострадал и на его реконструкцию потребуется 200 миллионов рублей, не соответствует действительности». Он также подчеркнул, что аэродром «находится на возвышенности, и максимальное количество воды в самый пик наводнения достигало здесь высоту в 10 сантиметров».
После наводнения в город Крымск были переброшены 5500 военных для помощи в восстановлении города, палаточный лагерь военных был сооружен на лётном поле аэродрома Крымск.

## Аварии и катастрофы
- 15 октября 1992 года на аэродроме Крымск ночью в простых метеорологических условиях произошла авария самолёта Су-27, пилотируемого старшим летчиком военным летчиком 1-го класса капитаном Лысенко Сергеем Павловичем. Находясь в воздухе в зоне дежурства над акваторией Чёрного моря на высоте 8100 м и при скорости 600 км/ч, при выполнении виража лётчик увидел, что замигала кнопка-лампа третьего подканала системы дистанционного управления. Лётчик нажал её, пытаясь перезапустить этот подканал, она загорелась постоянно. При повторном нажатии загорелись все четыре кнопки-лампы системы дистанционного управления. Самолёт стало вращать влево по нисходящей траектории с изменением угла тангажа и знакопеременной перегрузкой. На отклонения ручки управления самолётом самолёт не реагировал. Включить режим «Жёсткая связь» летчик не смог и на высоте 6000 м катапультировался. Определить причину отказа не представилось возможным из-за невозможности подъёма самолёта со дна моря.